# Shamier Anderson
Shamier Anderson (Toronto, Ontario, 6 de mayo de 1991) es un actor canadiense-jamaiquino. Es conocido por sus papeles en la serie de televisión Wynonna Earp, como el alguacil adjunto de EE. UU. Xavier Dolls, e Invasion, como Trevante Cole, y por Mr. Nobody en la película de acción John Wick: Chapter 4 (2023).

## Vida personal
Anderson es el hermano mayor del actor Stephan James. Se graduó de Wexford Collegiate School for the Arts como becario de Ontario y luego estudió criminología y entrenó con armas antes de comenzar a actuar. Tiene entrenamiento en artes marciales Wing Chun Kung Fu. Los padres de Anderson son de Spanish Town, Jamaica.
Comenzó su carrera cinematográfica en 2010.
Actualmente reside en Los Ángeles.

## Trabajo sin fines de lucro
Anderson y su hermano, el también actor Stephan James, fundaron una organización sin fines de lucro llamada BLACK Canada (Building a Legacy in Acting, Cinema + Knowledge) en 2016. En diciembre de 2020, anunciaron una extensión de la organización llamada The Black Academy, que muestra el talento negro en Canadá en las artes, la cultura, el entretenimiento y los deportes. Anderson explicó: "El ímpetu de The Black Academy proviene de nuestro compromiso duradero, los lazos profundos con nuestra comunidad y la conciencia de la falta de oportunidades para celebrar y elevar el talento negro en Canadá". La visión de la organización incluye la creación de una coalición de simpatizantes que puedan brindar financiamiento, tutoría, programación y premios para apoyar la excelencia negra en Canadá. Más recientemente, él y Stephan James llegaron a un acuerdo con Boat Rocker.

## Filmografía

### Películas
| Año  | Título               | Papel                 | Notas  |
| ---- | -------------------- | --------------------- | ------ |
| 2010 | Nostrum              | R.I.P.                |        |
| 2012 | The Barrens          | Dave                  |        |
| 2015 | Bravetown            | Brandon               |        |
| 2015 | Across the Line      | Carter Slaughter      | [ 7 ]  |
| 2016 | El Héroe de Berlín   | Eulace Peacock        | [ 4 ]  |
| 2018 | Love Jacked          | Malcolm               | [ 8 ]  |
| 2018 | Destroyer            | Antonio               | [ 9 ]  |
| 2018 | City of Lies         | David "D. Mack" Mack  | [ 10 ] |
| 2019 | Endings, Beginnings  | Jonathan              | [ 11 ] |
| 2020 | Son of the South     | Reggie                | [ 12 ] |
| 2020 | Herida               | Immaculate            | [ 13 ] |
| 2021 | Stowaway             | Michael Adams         | [ 14 ] |
| 2021 | Disomnia             | Dodge                 |        |
| 2023 | John Wick: Chapter 4 | Rastreador/Mr. Nobody |        |
| 2023 | The Marvels          |                       | [ 15 ] |

### Televisión
| Año       | Título                         | Papel                 | Notas                                          |
| --------- | ------------------------------ | --------------------- | ---------------------------------------------- |
| 2010      | Overruled!                     | Ed                    | Recurrente (temporada 3), 6 episodios          |
| 2010      | Camp Rock 2: The Final Jam     | Bailarín              | Película de TV                                 |
| 2011      | Sharpay's Fabulous Adventure   | Bailarín              | Película de TV                                 |
| 2011      | Desperately Seeking Santa      | Hipster Jeremy        | Película de TV                                 |
| 2011      | Todd and the Book of Pure Evil | Lon                   | Episodio: "Loser Generated Content"            |
| 2011      | Skins                          | Warren                | Episodios: "Daisy", "Michelle"                 |
| 2011      | King                           | Duncan                | Episodio: "Farah Elliott"                      |
| 2011      | Degrassi: The Next Generation  | Thug                  | Episodio: "Idioteque"                          |
| 2012      | La reina de las sombras        | Evan                  | Episodio: "School's Out"                       |
| 2012      | Saving Hope                    | Isaac Wolfe           | Episodio: "Blindness"                          |
| 2012      | Rookie Blue                    | Curtis Payne          | Episodio: "The Rules"                          |
| 2013      | Played                         | Adam "Monk" Williams  | Episodio: "Guns"                               |
| 2013–2014 | The Next Step                  | Chris                 | Protagonista                                   |
| 2014      | The Tomorrow People            | Mike                  | Episodio: "The Citadel"                        |
| 2014      | Intruders                      | Joven Gary Fischer    | Episodio: "She Was Provisional"                |
| 2014      | Defiance                       | Crisp / Pvt. Crisp    | 4 episodios                                    |
| 2014      | Not With My Daughter           | Policía #1            | Película de TV                                 |
| 2015      | Constantine                    | Adam                  | Episodio: "A Whole World Out There"            |
| 2016      | Slasher                        | Caleb                 | Episodio: "Digging Your Grave With Your Teeth" |
| 2016      | Killjoys                       | Arune Hyponia         | Episodio: "Full Metal Monk"                    |
| 2016      | Pitch                          | Trevor Davis          | Episodio: "Beanball"                           |
| 2016–2018 | Wynonna Earp                   | Xavier Dolls          | Protagonista (temporada 1–3)                   |
| 2017      | Trailer Park Boys              | Sammy O.G.            | 2 episodios                                    |
| 2017      | Shots Fired                    | Maceo Terry           | 3 episodios                                    |
| 2018      | Dear White People              | Trevor King           | Episodio: "Volume 2: Chapter V"                |
| 2019      | Goliath                        | Anton/Dario Blackwood | 7 episodios                                    |
| 2020      | Soulmates                      | Adam                  | Episodios: "Little Adventures"                 |
| 2021      | Invasion                       | Trevante Ward         | Protagonista                                   |